# Brussels Cycling Classic 2018
La Brussels Cycling Classic 2018, novantottesima edizione della corsa e valevole come evento dell'UCI Europe Tour 2018 categoria 1.HC, si svolse il 1º settembre 2018 su un percorso di 201,4 km, con partenza e arrivo a Bruxelles, in Belgio. La vittoria fu appannaggio del tedesco Pascal Ackermann, che completò il percorso in 4h35'12", alla media di 43,910 km/h, precedendo il belga Jasper Stuyven e il francese Thomas Boudat.
Sul traguardo di Bruxelles 129 ciclisti, su 165 partiti dalla medesima località, portarono a termine la competizione.

## Squadre e corridori partecipanti
| N.      | Cod. | Squadra                      |
| ------- | ---- | ---------------------------- |
| 1-7     | GFC  | Groupama-FDJ                 |
| 11-17   | ALM  | AG2R La Mondiale             |
| 21-27   | AST  | Astana Pro Team              |
| 31-37   | BOH  | Bora-Hansgrohe               |
| 41-47   | LTS  | Lotto Soudal                 |
| 51-57   | QST  | Quick-Step Floors            |
| 61-67   | TFS  | Trek-Segafredo               |
| 71-77   | UAD  | UAE Team Emirates            |
| 81-87   | CIB  | Cibel-Cebon                  |
| 91-97   | COF  | Cofidis, Solutions Crédits   |
| 101-107 | DMP  | Delko Marseille Provence KTM |
| 111-117 | TDE  | Direct Énergie               |

| N.      | Cod. | Squadra                         |
| ------- | ---- | ------------------------------- |
| 121-127 | ICA  | Israel Cycling Academy          |
| 131-137 | NIP  | Nippo-Vini Fantini-Europa Ovini |
| 141-147 | RNL  | Roompot-Nederlandse Loterij     |
| 151-157 | SVB  | Sport Vlaanderen-Baloise        |
| 161-167 | FST  | Team Fortuneo-Samsic            |
| 171-177 | VWC  | Veranda's Willems-Crelan        |
| 181-187 | VCC  | Vital Concept Cycling Club      |
| 191-197 | WGG  | Wanty-Groupe Gobert             |
| 201-207 | WVA  | WB Aqua Protect Veranclassic    |
| 211-217 | WIL  | Wilier Triestina-Selle Italia   |
| 221-227 | CCC  | CCC Sprandi Polkowice           |
| 231-237 | DSU  | Development Team Sunweb         |

## Ordine d'arrivo (Top 10)
| Pos. | Corridore          | Squadra       | Tempo    |
| ---- | ------------------ | ------------- | -------- |
| 1    | Pascal Ackermann   | Bora          | 4h35'12" |
| 2    | Jasper Stuyven     | Trek          | s.t.     |
| 3    | Thomas Boudat      | Direct        | a 1"     |
| 4    | Florian Sénéchal   | Quick-Step    | s.t.     |
| 5    | Juan José Lobato   | Nippo         | s.t.     |
| 6    | Lorrenzo Manzin    | Vital Concept | s.t.     |
| 7    | Kenny Dehaes       | WB Veran.     | s.t.     |
| 8    | Bert Van Lerberghe | Cofidis       | s.t.     |
| 9    | Timothy Dupont     | Wanty         | s.t.     |
| 10   | Jonas Koch         | CCC           | s.t.     |